# Émile Grouard
Pour les articles homonymes, voir Grouard.
Émile Grouard, né le 1er février 1840 à Brûlon (Sarthe, France) et mort le 7 mars 1931 à Grouard (Alberta, Canada), est un prélat et missionnaire catholique français, membre des Oblats de Marie-Immaculée.
Durant ses études, il émigre au Canada, puis est ordonné prêtre et devient missionnaire auprès des populations autochtones, pour lesquelles il traduira la Bible, des textes religieux et des cantiques dans diverses langues. Il exerce parallèlement les activités d'éditeur, écrivain, philologue et peintre d'art sacré. Le 18 octobre 1890, il est nommé vicaire apostolique d’Athabasca-Mackenzie. Afin de faire des économies, il fait construire des bateaux à vapeur et fait diviser son vicariat en trois sièges. Défenseur des différents peuples autochtones, il participe notamment aux négociations entre les Amérindiens et le gouvernement de David Laird (en). Il fonde aussi de nouvelles missions, fait bâtir des couvents, des pensionnats et transforme des écoles en orphelinats. Démissionnaire en 1929, il est finalement nommé archevêque titulaire d’Ægina (de) en 1930, soit une année avant sa mort.
Le village de Grouard et l'archidiocèse de Grouard-McLennan sont nommés en son honneur.

## Biographie

### Jeunesse et formation
Fils d’un gendarme nommé André Grouard et de son épouse Anne Ménard, Émile naît le 2 février 1840 à Brûlon, dans la Sarthe.
Il entame sa formation en théologie puis émigre au Canada en 1860 et termine ses études au grand séminaire de Québec. Il est alors ordonné prêtre le 3 mai 1862 à Boucherville par Mgr Alexandre-Antonin Taché. Il se rend ensuite à Saint-Boniface, puis au Fort Chipewyan, en tant que novice auprès des Oblats de Marie-Immaculée et fait sa profession perpétuelle à la mission Providence le 21 novembre 1863 devant son cousin, Mgr Vital-Justin Grandin.

### Mission
Immédiatement, il tisse un lien avec les populations autochtones, se laisse pousser la barbe afin de paraître plus sage à leurs yeux et leur fait découvrir la musique sacrée et les cantiques.
Lorsqu'il tombe malade en 1874, il retourne en France, où il fait éditer une Bible traduite en montagnais et prend des cours de peinture, qui lui permettront de peindre l’intérieur des églises du lac la Biche, du fort Chipewyan et du fort Dunvegan.
À son retour au Canada en 1876, il est envoyé au centre pour les missions du bassin du Mackenzie, au lac la Biche, où il fait installer la première presse à imprimer de ce qui deviendra la province de l’Alberta. Il publie alors des ouvrages en cri, en montagnais, dans la langue des Castors et dans celle des Gwich’in. En 1883, le père Grouard est envoyé au fort Dunvegan, où il mène sa mission auprès des Castors et des Métis. En 1881, il est nommé supérieur de la mission de La Nativité, à Fort Chipewyan et se voit chargé de représenter son évêque, Mgr Henri Faraud, lors de visites pastorales.
Il entre ensuite en contact avec des Inuits sur la rivière Peel, vit auprès d'eux pendant environ un mois et compose des cantiques dans leur langue.

### Vicariat
Le 18 octobre 1890, le père Grouard est nommé évêque titulaire d’Ibora (de) et vicaire apostolique d’Athabasca-Mackenzie par le pape Léon XIII. Il est alors consacré le 1er août 1891 à Saint-Boniface, par Mgr Alexandre-Antonin Taché, assisté de Mgrs Vital-Justin Grandin et John Shanley.
Entre 1892 et 1903, afin de réduire les coûts nécessaires au ravitaillement des missionnaires, il fait construire des bateaux à vapeur sur les rivières de la Paix, des Esclaves et Athabasca. Les économies sont alors utilisées pour améliorer l’entretien de ses missions, en établir de nouvelles et bâtir des couvents.
En 1898, en raison de la vaste étendue de son vicariat, de l'éloignement de certaines missions et de la multiplication des prêtres dans le Yukon, il demande que le siège soit divisé. En 1901, le Saint-Siège crée les vicariats du Mackenzie et de l’Athabasca et retire de ses attributions les bassins des fleuves Mackenzie et Yukon. Mgr Grouard s’installe à la mission Saint-Bernard, à l'ouest du Petit lac des Esclaves.
L'émigration de plus en plus intensive des Blancs au sein du vicariat lui fait craindre une colonisation imminente du district de la rivière de la Paix. Cette situation finit par rendre nécessaire la signature d’un traité avec les autochtones, auquel il participe dès 1899. Après les négociations, Mgr Grouard, plutôt pessimiste, recommande au gouvernement d’établir des pensionnats catholiques pour les Amérindiens : il finance ainsi trois écoles dans le vicariat de Grouard et fait pression, en 1900, pour en obtenir trois de plus. Il garde également les écoles ouvertes afin d'en faire des orphelinats. En 1906, il publie une Vie de Jésus en cri, puis un dictionnaire de langue montagnaise.
En 1923, il publie ses mémoires intitulés Souvenirs de mes soixante ans d’apostolat dans l’Athabaska-Mackenzie qui seront honorés du prix Fabien de l’Académie française en 1925.
Il se retire finalement le 18 avril 1929, se voit nommé archevêque titulaire d’Ægina (de) le 28 février 1930, et meurt le 7 mars 1931 à l’hôpital de Grouard.

## Distinctions
En 1909, la partie la plus peuplée de la colonie du Petit Lac des Esclaves reçoit son nom. Elle devient le village de Grouard deux ans plus tard.
En 1924, il est fait chevalier de la Légion d’honneur par les autorités françaises.
Prix Fabien de l’Académie française en 1925.
Enfin, en 1927, le vicariat de l’Athabasca prend le nom de vicariat apostolique de Grouard.